# Rolando Martín
Rolando Abel Martín (Maryland, 23 settembre 1968) è un ex rugbista a 15, allenatore di rugby a 15 e imprenditore argentino, al 2009 detentore del secondo maggior numero di presenze nei Pumas (86).

## Biografia
Nato in Maryland da genitori argentini (suo padre si trovava negli Stati Uniti per completare un Master universitario in economia), al ritorno in patria visse a General Roca (Rio Negro); dopo gli studi superiori Martín si spostò a Buenos Aires per studiare a sua volta economia.
A 18 anni entrò nel San Isidro Club nella cui prima squadra esordì nel 1989, a 21 anni.
Con il club nerazzurro visse tutta la sua carriera rugbistica da giocatore, eccezion fatta per una stagione professionistica tra gli inglesi del Richmond RFC, in Premiership, con i quali disputò anche diversi incontri in Challenge Cup.
Con il San Isidro Rolando Martín vanta la vittoria in 6 campionati provinciali dell'URBA e in 2 Nacional de Clubes in 14 stagioni di militanza fino al 2003, anno del suo ritiro.
Esordì in Nazionale argentina nel 1994 a Long Beach, in un incontro di qualificazione alla Coppa del Mondo di rugby 1995 contro gli Stati Uniti; prese parte al tour in Sudafrica dello stesso anno e nel 1995 fece parte della rosa che partecipò alla rassegna mondiale, con 3 incontri totali.
Fu presente anche alla Coppa del Mondo di rugby 1999, in cui l'Argentina giunse sino ai quarti di finale e nel corso della quale disputò tutti i cinque incontri in cui la squadra fu impegnata; quattro anni più tardi si compì l'ultimo atto della sua carriera nel corso della Coppa del Mondo di rugby 2003 in Australia, al termine della quale si ritirò dopo 86 incontri internazionali, solo uno in meno del recordman argentino, Lisandro Arbizu.
A giudizio degli osservatori dell'International Rugby Board è considerato una delle migliori terze linee a livello internazionale; ne fu messa in luce soprattutto la costanza, in quanto a tutto il 30 aprile 2003 Martín era sceso in campo in 79 degli 88 test match che l'Argentina aveva disputato dal giorno del suo debutto contro gli Stati Uniti.
Al suo attivo anche la presenza nel prestigioso club britannico a inviti dei Barbarians.
In carriera si guadagnò il soprannome di Yanki (Yankee), per via della sua nascita negli Stati Uniti.
Dopo il ritiro ha curato la sua impresa di promozione di articoli sportivi e allenato a vari livelli nel San Isidro Club; dal 2009 dirige la Nazionale argentina Under-19.

## Palmarès
- Campionati sudamericani: 4
Argentina: 1995, 1998, 2002, 2003
- Campionati URBA: 6
San Isidro Club: 1993, 1994, 1997, 1999, 2002, 2003
- Nacional de Clubes: 2
San Isidro Club: 1993, 1994